# Shafi Hadi
Pour les articles homonymes, voir Hadi.
Shafi Hadi, né à Philadelphie, Pennsylvanie, 21 septembre 1929 sous le nom de Curtis Porter et mort en juin 1976,  est un saxophoniste (ténor, alto) de jazz américain. Il est surtout connu pour ses enregistrements avec Charles Mingus ou Hank Mobley.

## Discographie sélective
Enregistrements avec Charles Mingus :
- Ysabel's table Dance (1957)
- East Coasting (1957 ; Bethlehem Records)
- Tijuana Moods (1957 ; Bluebird Records 1962)
- Selfportrait In Three Colors (1959)
- Mingus Ah Um (1959 ; Columbia Records)
- Tonight at Noon (1965 ; Atlantic Records)
- The Clown (1984 ; Atlantic Records)

Enregistrement avec Langston Hughes :
- The Stranger (1958)

Enregistrement avec Henry Grimes :
- Debut Rarities, Vol. 3 (1993 ; Original Jazz Classics)

Enregistrement avec  Hank Mobley :
- Hank Mobley (1957 ; Blue Note Records)